# Eisschnelllauf-Weltcup

Eisschnelllauf

Der Eisschnelllauf-Weltcup wurde in der Saison 1985/86 eingeführt. Die Wettkämpfe finden zwischen November und März an bis zu neun unterschiedlichen Weltcuporten statt. Dabei werden bei den meisten Veranstaltungen nicht alle, sondern nur eine Auswahl an Disziplinen gelaufen, wobei es Veranstaltungen gibt, bei denen nur Kurzstrecken (bis 1000 Meter) sowie Veranstaltungen, bei denen nur Langstrecken (ab 1500 Meter) gelaufen werden. Erstmals in der Saison 2011/12 wurde auch eine Gesamtwertung eingeführt, die als „Grand World Cup“ bezeichnet wird.
Derzeit sind je sechs Disziplinen für Damen und Herren im Programm. Zunächst einmal sind das die Einzelstrecken über 500, 1000 sowie 1500 Meter und schließlich die Langstrecke, die als Kombination bei den Damen aus 3000 und 5000 Metern und bei den Herren aus 5000 und 10.000 Metern besteht. Die 100-Meter-Strecke, erstmals in der Saison 2003/04 gelaufen, wurde ab der Saison 2009/10 wieder aus dem Programm genommen. Des Weiteren ist das die seit der Saison 2005/06 hinzugekommene Team-Verfolgung. Im Gegensatz zur Umsetzung bei den Olympischen Spielen (erstmals 2006 bei den Olympischen Spielen in Turin im Programm), bei welcher jeweils zwei Teams gegeneinander laufen, wobei der Gewinner eine Runde weiter kommt und der Verlierer ausscheidet, wird beim Weltcup der Teamwettbewerb als reiner Zeitlauf veranstaltet, bei welchem jedes Team nur einmal läuft und das Team mit der insgesamt schnellsten Zeit schließlich gewinnt. Jüngste Disziplin und damit sechste Disziplin im Weltcup ist der sogenannte Massenstart, der erstmals in der Saison 2011/12 in das Weltcupprogramm aufgenommen wurde. Lediglich als Demonstrationswettbewerb wurde bislang bei verschiedenen Weltcupveranstaltungen der sogenannte Teamsprint ausgetragen.

## Wettbewerbe
• = offizieller Wettbewerb, D = als Demonstration ausgetragen 
| Disziplin | Disziplin         | 85/ 86 | 86/ 87 | 87/ 88 | 88/ 89 | 89/ 90 | 90/ 91 | 91/ 92 | 92/ 93 | 93/ 94 | 94/ 95 | 95/ 96 | 96/ 97 | 97/ 98 | 98/ 99 | 99/ 00 | 00/ 01 | 01/ 02 | 02/ 03 | 03/ 04 | 04/ 05 | 05/ 06 | 06/ 07 | 07/ 08 | 08/ 09 | 09/ 10 | 10/ 11 | 11/ 12 | 12/ 13 | 13/ 14 | 14/ 15 | 15/ 16 | 16/ 17 |
| Damen     | 100 Meter         |        |        |        |        |        |        |        |        |        |        |        |        |        |        |        |        |        | D      | ■      | ■      | ■      | ■      | ■      | ■      |        |        |        |        |        |        |        |        |
| Damen     | 500 Meter         | ■      | ■      | ■      | ■      | ■      | ■      | ■      | ■      | ■      | ■      | ■      | ■      | ■      | ■      | ■      | ■      | ■      | ■      | ■      | ■      | ■      | ■      | ■      | ■      | ■      | ■      | ■      | ■      | ■      | ■      | ■      | ■      |
| Damen     | 1000 Meter        | ■      | ■      | ■      | ■      | ■      | ■      | ■      | ■      | ■      | ■      | ■      | ■      | ■      | ■      | ■      | ■      | ■      | ■      | ■      | ■      | ■      | ■      | ■      | ■      | ■      | ■      | ■      | ■      | ■      | ■      | ■      | ■      |
| Damen     | 1500 Meter        | ■      | ■      | ■      | ■      | ■      | ■      | ■      | ■      | ■      | ■      | ■      | ■      | ■      | ■      | ■      | ■      | ■      | ■      | ■      | ■      | ■      | ■      | ■      | ■      | ■      | ■      | ■      | ■      | ■      | ■      | ■      | ■      |
| Damen     | 3000/5000 Meter   | • 1    | ■      | ■      | ■      | ■      | ■      | ■      | ■      | ■      | ■      | ■      | ■      | ■      | ■      | ■      | ■      | ■      | ■      | ■      | ■      | ■      | ■      | ■      | ■      | ■      | ■      | ■      | ■      | ■      | ■      | ■      | ■      |
| Damen     | Team-Verfolgung   |        |        |        |        |        |        |        |        |        |        |        |        |        |        |        |        |        |        |        | D      | ■      | ■      | ■      | ■      | ■      | ■      | ■      | ■      | ■      | ■      | ■      | ■      |
| Damen     | Massenstart       |        |        |        |        |        |        |        |        |        |        |        |        |        |        |        |        |        |        |        |        |        |        |        |        |        |        | ■      | ■      | ■      | ■      | ■      | ■      |
| Damen     | Team-Sprint       |        |        |        |        |        |        |        |        |        |        |        |        |        |        |        |        |        |        |        |        |        |        |        |        |        |        | D      | D      | D      | D      | ■      | ■      |
| Herren    | 100 Meter         |        |        |        |        |        |        |        |        |        |        |        |        |        |        |        |        |        | D      | ■      | ■      | ■      | ■      | ■      | ■      |        |        |        |        |        |        |        |        |
| Herren    | 500 Meter         | ■      | ■      | ■      | ■      | ■      | ■      | ■      | ■      | ■      | ■      | ■      | ■      | ■      | ■      | ■      | ■      | ■      | ■      | ■      | ■      | ■      | ■      | ■      | ■      | ■      | ■      | ■      | ■      | ■      | ■      | ■      | ■      |
| Herren    | 1000 Meter        | ■      | ■      | ■      | ■      | ■      | ■      | ■      | ■      | ■      | ■      | ■      | ■      | ■      | ■      | ■      | ■      | ■      | ■      | ■      | ■      | ■      | ■      | ■      | ■      | ■      | ■      | ■      | ■      | ■      | ■      | ■      | ■      |
| Herren    | 1500 Meter        | ■      | ■      | ■      | ■      | ■      | ■      | ■      | ■      | ■      | ■      | ■      | ■      | ■      | ■      | ■      | ■      | ■      | ■      | ■      | ■      | ■      | ■      | ■      | ■      | ■      | ■      | ■      | ■      | ■      | ■      | ■      | ■      |
| Herren    | 5000/10.000 Meter | ■ 1    | ■      | ■      | ■      | ■      | ■      | ■      | ■      | ■      | ■      | ■      | ■      | ■      | ■ 2    | ■      | ■      | ■      | ■      | ■      | ■      | ■      | ■      | ■      | ■      | ■      | ■      | ■      | ■      | ■      | ■      | ■      | ■      |
| Herren    | Team-Verfolgung   |        |        |        |        |        |        |        |        |        |        |        |        |        |        |        |        |        |        |        | D      | ■      | ■      | ■      | ■      | ■      | ■      | ■      | ■      | ■      | ■      | ■      | ■      |
| Herren    | Massenstart       |        |        |        |        |        |        |        |        |        |        |        |        |        |        |        |        |        |        |        |        | D      |        |        |        |        |        | ■      | ■      | ■      | ■      | ■      | ■      |
| Herren    | Team-Sprint       |        |        |        |        |        |        |        |        |        |        |        |        |        |        |        |        |        |        |        |        |        |        |        |        |        |        | D      | D      | D      | D      | ■      | ■      |
|           |                   |        |        |        |        |        |        |        |        |        |        |        |        |        |        |        |        |        |        |        |        |        |        |        |        |        |        |        |        |        |        |        |        |
| Gesamt    | Gesamt            | 8      | 8      | 8      | 8      | 8      | 8      | 8      | 8      | 8      | 8      | 8      | 8      | 8      | 8      | 8      | 8      | 8      | 8      | 10     | 10     | 12     | 12     | 12     | 12     | 10     | 10     | 12     | 12     | 12     | 12     | 14     | 14     |

1 Der 3. Weltcup vom 18. bis 19. Januar 1986 fiel aus. Daher gab es in dieser Saison keinen Lauf der Damen über 5000 Meter und über 10.000 Meter der Herren.
 2 In der Saison 1998/99 wurden zwei 5000-Meter-Läufe der Herren nur über die 3000-Meter-Distanz ausgetragen.
- In der aktuellen Saison 2013/14 werden folgende Wettbewerbe durchgeführt:
  - 500 Meter (Damen/Herren): sechs Termine/zwölf Läufe
    - mit jeweils einem Start auf Innenbahn und Außenbahn

  - 1000 Meter (Damen/Herren): sechs Termine
  - 1500 Meter (Damen/Herren): sechs Termine
  - 3000/5000 Meter (Damen): sechs Termine, fünf über 3000 und einer über 5000 m
  - 5000/10.000 Meter (Herren): sechs Termine, fünf über 5000 und einer über 10.000 m
  - Massenstart (Damen/Herren): zwei Termine
  - Team-Wettbewerb (Damen/Herren): vier Termine, drei Starter je Team (wechselnde Besetzung)
    - Damen laufen sechs und die Herren acht Runden auf der Innenbahn

  - Team-Sprint (Damen/Herren): ein Termin, drei Starter je Team (wechselnde Besetzung) als Demonstrationswettbewerb

## Aktuelles Punktesystem

### Disziplinenweltcup
Aufgrund der zuletzt erreichten Platzierungen werden am jeweiligen Wettbewerb teilnehmende Sportlerinnen und Sportler entweder in die Division A oder in die Division B eingeteilt. Für jede Division gibt es nun zwei verschiedene Punktesysteme. Dabei wird unterschieden, ob die Division A bis zu 16 oder mehr als 16 Teilnehmer hat. Erhöhte Weltcuppunkte gibt es bei den Rennen des Weltcupfinales, bei welchem nur die Division A teilnahmeberechtigt ist.

#### Division A (bis zu 16 Teilnehmer)
| 1.  | 2. | 3. | 4. | 5. | 6. | 7. | 8. | 9. | 10. | 11. | 12. | 13. | 14. | 15. | 16. |
| 100 | 80 | 70 | 60 | 50 | 45 | 40 | 35 | 30 | 25  | 21  | 18  | 16  | 14  | 12  | 10  |

#### Division A (mehr als 16 Teilnehmer)
| 1.  | 2. | 3. | 4. | 5. | 6. | 7. | 8. | 9. | 10. | 11. | 12. | 13. | 14. | 15. | 16. | 17. | 18. | 19. | 20. | 21. | 22. | 23. | 24. |
| 100 | 80 | 70 | 60 | 50 | 45 | 40 | 36 | 32 | 28  | 24  | 21  | 18  | 16  | 14  | 12  | 10  | 8   | 6   | 5   | 4   | 3   | 2   | 1   |

#### Division B (falls Division A bis zu 16 Teilnehmer)
| 1. | 2. | 3. | 4. | 5. | 6. | 7. | 8. | 9. | 10. | 11. | 12. | 13. | 14. |
| 32 | 27 | 23 | 19 | 15 | 11 | 9  | 7  | 6  | 5   | 4   | 3   | 2   | 1   |

#### Division B (falls Division A mehr als 16 Teilnehmer)
| 1. | 2. | 3. | 4. | 5. | 6. | 7. | 8. | 9. |
| 25 | 19 | 15 | 11 | 8  | 6  | 4  | 2  | 1  |

#### Weltcupfinale
| 1.  | 2.  | 3.  | 4. | 5. | 6. | 7. | 8. | 9. | 10. | 11. | 12. | 13. | 14. | 15. | 16. | 17. | 18. | 19. | 20. |
| 150 | 120 | 105 | 90 | 75 | 45 | 40 | 36 | 32 | 28  | 24  | 21  | 18  | 16  | 14  | 12  | 10  | 8   | 6   | 5   |

### Grand World Cup
Für den Gesamtweltcup, dem Grand World Cup, erhalten nur die fünf besten eines jeden Rennens Punkte.
Für besondere Veranstaltungen wie z. B. dem Weltcupfinale gibt es erhöhte Punkte. Wird bei einer Veranstaltung eine Strecke zweimal gelaufen (was bei 500 Meter in der Regel, bei 1000 Meter gelegentlich der Fall ist), gibt es nur die halben Punkte.

#### Einfache Punkte
| 1. | 2. | 3. | 4. | 5. |
| 10 | 8  | 7  | 6  | 5  |

#### Erhöhte Punkte (Weltcupfinale)
| 1. | 2. | 3.   | 4. | 5.  |
| 15 | 12 | 10.5 | 9  | 7.5 |

#### Halbe Punkte
| 1. | 2. | 3.  | 4. | 5.  |
| 5  | 4  | 3.5 | 3  | 2.5 |

#### Halbe Punkte (Weltcupfinale)
| 1.  | 2. | 3.   | 4.  | 5.   |
| 7.5 | 6  | 5.25 | 4.5 | 3.75 |

## Wettkampfrekorde
Die Liste zeigt die Bestleistungen der einzelnen Disziplin, die bisher im Weltcup gelaufen wurden.
| Weltcup | Disziplin               | Sportlerin                                                   | Zeit    | Datum             | Ort                            | Bestand               |
| ------- | ----------------------- | ------------------------------------------------------------ | ------- | ----------------- | ------------------------------ | --------------------- |
| 2007/08 | 0100 m                  | Jenny Wolf                                                   | 0 10,22 | 16. Dezember 2007 | Gunda-Niemann-Stirnemann-Halle | 17 Jahre und 246 Tage |
| 2013/14 | 0500 m                  | Sang-Hwa Lee                                                 | 0 36,36 | 16. November 2013 | Utah Olympic Oval              | 11 Jahre und 276 Tage |
| 2015/16 | 1000 m                  | Brittany Bowe                                                | 1:12,18 | 22. November 2015 | Utah Olympic Oval              | 9 Jahre und 270 Tage  |
| 2015/16 | 1500 m                  | Heather Richardson                                           | 1:50,85 | 21. November 2015 | Utah Olympic Oval              | 9 Jahre und 271 Tage  |
| 2005/06 | 3000 m                  | Cindy Klassen                                                | 3:55,75 | 12. November 2005 | Olympic Oval                   | 19 Jahre und 280 Tage |
| 2010/11 | 5000 m                  | Martina Sáblíková                                            | 6:42,66 | 18. Februar 2011  | Utah Olympic Oval              | 14 Jahre und 182 Tage |
| 2009/10 | Teamlauf (6 Runden)     | KanadaBrittany Schussler, Christine Nesbitt, Kristina Groves | 2.55,79 | 6. Dezember 2009  | Olympic Oval                   | 15 Jahre und 256 Tage |
| 2011/12 | Massenstart (15 Runden) | Mariska Huisman                                              | 8:08,90 | 27. November 2011 | Eispalast Alau                 | 13 Jahre und 265 Tage |

Nicht mehr im internationalen Wettkampf ausgetragen.
- Stand: 7. Dezember 2015

| Weltcup | Disziplin               | Sportler                                              | Zeit     | Datum             | Ort               | Bestand               |
| ------- | ----------------------- | ----------------------------------------------------- | -------- | ----------------- | ----------------- | --------------------- |
| 2008/09 | 0100 m                  | Yuya Oikawa                                           | 0 9,40   | 7. März 2009      | Utah Olympic Oval | 16 Jahre und 165 Tage |
| 2015/16 | 0500 m                  | Pawel Kulischnikow                                    | 0 33,98  | 20. November 2015 | Utah Olympic Oval | 9 Jahre und 272 Tage  |
| 2009/10 | 01000 m                 | Shani Davis                                           | 01:06,42 | 7. März 2009      | Utah Olympic Oval | 16 Jahre und 165 Tage |
| 2009/10 | 01500 m                 | Shani Davis                                           | 01:41,04 | 11. Dezember 2009 | Utah Olympic Oval | 15 Jahre und 251 Tage |
| 1988/89 | 03000 m                 | Gerard Kemkers                                        | 04:06,32 | 14. Januar 1989   | Eisstadion Davos  | 36 Jahre und 217 Tage |
| 2007/08 | 05000 m                 | Sven Kramer                                           | 06:03,32 | 17. November 2007 | Olympic Oval      | 17 Jahre und 275 Tage |
| 2015/16 | 10.000 m                | Ted-Jan Bloemen                                       | 12:36,30 | 21. November 2015 | Utah Olympic Oval | 9 Jahre und 271 Tage  |
| 2013/14 | Teamlauf (8 Runden)     | NiederlandeJan Blokhuijsen, Koen Verweij, Sven Kramer | 03.35,60 | 16. November 2013 | Utah Olympic Oval | 11 Jahre und 276 Tage |
| 2011/12 | Massenstart (25 Runden) | Seung-Hoon Lee                                        | 09:40,51 | 27. November 2011 | Eispalast Alau    | 13 Jahre und 265 Tage |

Nicht mehr im internationalen Wettkampf ausgetragen.
- Stand: 7. Dezember 2015

## Saisonbilanz
- Rang: Gibt die Reihenfolge der Athleten wieder. Diese wird durch die Anzahl der Weltcupsiege bestimmt. Bei gleicher Anzahl werden die 2. Plätze verglichen, danach die 3. Plätze.
- Name: Nennt den Namen des Athleten.
- Land: Nennt das Land, für das der Athlet startete.
- Saison: Die Saison, in jener der Athlet seine Podestplätze erzielt hat.
- Sieg: Nennt die Anzahl der gewonnenen Weltcups.
- 2. Plätze: Nennt die Anzahl der gewonnenen 2. Plätze.
- 3. Plätze: Nennt die Anzahl der gewonnenen 3. Plätze.
- Gesamt: Nennt die Anzahl aller erzielten Podestplätze.

### Top Ten der Damen
Zeigt die Sportlerinnen mit der besten Bilanz (Podiumsplätze) innerhalb einer Saison in Einzel- und Teamwettbewerben.
| Rang | Name                      | Land                            | Saison  | Siege | 2. Plätze | 3. Plätze | Gesamt |
| ---- | ------------------------- | ------------------------------- | ------- | ----- | --------- | --------- | ------ |
| 1.   | Bonnie Blair              | Vereinigte Staaten              | 1994/95 | 15    | 3         | 3         | 21     |
| 2.   | Jenny Wolf                | Deutschland                     | 2007/08 | 15    | 2         | 0         | 17     |
| 3.   | Gunda Niemann             | Deutschland                     | 1994/95 | 15    | 0         | 0         | 15     |
| 4.   | Bonnie Blair              | Vereinigte Staaten              | 1986/87 | 14    | 3         | 3         | 20     |
| 5.   | Monique Garbrecht-Enfeldt | Deutschland                     | 2002/03 | 14    | 2         | 1         | 17     |
| 6.   | Jenny Wolf                | Deutschland                     | 2007/08 | 14    | 2         | 0         | 16     |
| 7.   | Bonnie Blair              | Vereinigte Staaten              | 1993/94 | 12    | 1         | 1         | 14     |
| 8.   | Anni Friesinger           | Deutschland                     | 2007/08 | 11    | 4         | 0         | 15     |
| 9.   | Karin Kania-Enke          | Deutsche Demokratische Republik | 1987/88 | 11    | 3         | 3         | 17     |
| 10.  | Christine Nesbitt         | Kanada                          | 2011/12 | 11    | 2         | 1         | 14     |

Stand: Saison-Finale 2012

### Top Ten der Herren
Zeigt die Sportler mit der besten Bilanz (Podiumsplätze) innerhalb einer Saison in Einzel- und Teamwettbewerben.
| Rang | Name               | Land                            | Saison  | Siege | 2. Plätze | 3. Plätze | Gesamt |
| ---- | ------------------ | ------------------------------- | ------- | ----- | --------- | --------- | ------ |
| 1.   | Uwe-Jens Mey       | Deutsche Demokratische Republik | 1989/90 | 15    | 2         | 0         | 17     |
| 2.   | Shani Davis        | Vereinigte Staaten              | 2009/10 | 13    | 1         | 1         | 15     |
| 3.   | Pawel Kulischnikow | Russland                        | 2014/15 | 11    | 3         | 0         | 14     |
| 4.   | Jeremy Wotherspoon | Kanada                          | 1998/99 | 11    | 2         | 4         | 17     |
| 5.   | Uwe-Jens Mey       | Deutsche Demokratische Republik | 1988/89 | 11    | 2         | 3         | 16     |
| 6.   | Jeremy Wotherspoon | Kanada                          | 2007/08 | 10    | 2         | 2         | 14     |
| 7.   | Igor Schelesowski  | Belarus                         | 1992/93 | 9     | 5         | 1         | 15     |
| 8.   | Dan Jansen         | Vereinigte Staaten              | 1985/86 | 9     | 4         | 1         | 14     |
| 9.   | Jeremy Wotherspoon | Kanada                          | 2002/03 | 9     | 2         | 1         | 12     |
| 10.  | Rintje Ritsma      | Niederlande                     | 1994/95 | 9     | 2         | 0         | 11     |

Stand: Saison-Finale 2015

### Top Ten der Nationen
Zeigt die zehn erfolgreichsten Nationen in einer Saison (Podiumsplätze).
| Rang | Land                            | Saison  | Siege | 2. Plätze | 3. Plätze | Gesamt |
| ---- | ------------------------------- | ------- | ----- | --------- | --------- | ------ |
| 1.   | Niederlande                     | 2012/13 | 35    | 27        | 36        | 98     |
| 2.   | Deutsche Demokratische Republik | 1988/89 | 35    | 25        | 23        | 83     |
| 3.   | Deutsche Demokratische Republik | 1989/90 | 35    | 14        | 10        | 59     |
| 4.   | Japan                           | 1995/96 | 29    | 22        | 25        | 76     |
| 5.   | Deutsche Demokratische Republik | 1987/88 | 27    | 18        | 18        | 63     |
| 6.   | Deutschland                     | 2007/08 | 26    | 11        | 5         | 42     |
| 7.   | Deutschland                     | 1990/91 | 25    | 16        | 17        | 58     |
| 8.   | Vereinigte Staaten              | 1986/87 | 25    | 13        | 13        | 51     |
| 9.   | Niederlande                     | 2011/12 | 24    | 32        | 24        | 80     |
| 10.  | Niederlande                     | 2003/04 | 23    | 24        | 22        | 69     |

Stand: Saison-Finale 2013

## Einzelstreckenerfolge

### Damen
Zeigt die drei erfolgreichsten Sportlerinnen auf den einzelnen Weltcup-Strecken.

#### 100 Meter
| Rang | Name           | Land        | Von     | Bis     | Siege | 2. Plätze | 3. Plätze | Gesamt |
| ---- | -------------- | ----------- | ------- | ------- | ----- | --------- | --------- | ------ |
| 1.   | Jenny Wolf     | Deutschland | 2003/04 | 2008/09 | 12    | 5         | 0         | 17     |
| 2.   | Sayuri Ōsuga   | Japan       | 2003/04 | 2008/09 | 4     | 2         | 3         | 9      |
| 3.   | Shihomi Shinya | Japan       | 2002/03 | 2008/09 | 1     | 4         | 3         | 8      |

Stand: Saison-Finale 2009; seit Saison 2009/10 nicht mehr durchgeführt

#### 500 Meter
| Rang | Name         | Land               | Von     | Bis     | Siege | 2. Plätze | 3. Plätze | Gesamt |
| ---- | ------------ | ------------------ | ------- | ------- | ----- | --------- | --------- | ------ |
| 1.   | Jenny Wolf   | Deutschland        | 2002/03 | 2013/14 | 49    | 27        | 11        | 87     |
| 2.   | Bonnie Blair | Vereinigte Staaten | 1985/86 | 1994/95 | 39    | 20        | 8         | 67     |
| 3.   | Lee Sang-hwa | Südkorea           | 2005/06 | 2015/16 | 36    | 26        | 15        | 77     |

Stand: 13. Dezember 2015

#### 1000 Meter
| Rang | Name                      | Land               | Von     | Bis     | Siege | 2. Plätze | 3. Plätze | Gesamt |
| ---- | ------------------------- | ------------------ | ------- | ------- | ----- | --------- | --------- | ------ |
| 1.   | Bonnie Blair              | Vereinigte Staaten | 1985/86 | 1994/95 | 27    | 9         | 12        | 48     |
| 2.   | Monique Garbrecht-Enfeldt | Deutschland        | 1990/91 | 2004/05 | 19    | 20        | 20        | 59     |
| 3.   | Christine Nesbitt         | Kanada             | 2006/07 | 2012/13 | 19    | 9         | 5         | 33     |

Stand: 1. Februar 2014

#### 1500 Meter
| Rang | Name            | Land             | Von     | Bis     | Siege | 2. Plätze | 3. Plätze | Gesamt |
| ---- | --------------- | ---------------- | ------- | ------- | ----- | --------- | --------- | ------ |
| 1.   | Gunda Niemann   | DDR/ Deutschland | 1988/89 | 2000/01 | 39    | 9         | 4         | 52     |
| 2.   | Anni Friesinger | Deutschland      | 1996/97 | 2008/09 | 26    | 11        | 5         | 42     |
| 3.   | Ireen Wüst      | Niederlande      | 2005/06 | 2014/15 | 18    | 10        | 4         | 32     |

Stand: 7. Dezember 2014

#### 3000 Meter
| Rang | Name              | Land             | Von     | Bis     | Siege | 2. Plätze | 3. Plätze | Gesamt |
| ---- | ----------------- | ---------------- | ------- | ------- | ----- | --------- | --------- | ------ |
| 1.   | Gunda Niemann     | DDR/ Deutschland | 1987/88 | 2000/01 | 42    | 11        | 4         | 57     |
| 2.   | Martina Sáblíková | Tschechien       | 2006/07 | 2015/16 | 27    | 10        | 3         | 40     |
| 3.   | Claudia Pechstein | Deutschland      | 1991/92 | 2013/14 | 14    | 25        | 7         | 46     |

Stand: 31. Januar 2016

#### 5000 Meter
| Rang | Name              | Land             | Von     | Bis     | Siege | 2. Plätze | 3. Plätze | Gesamt |
| ---- | ----------------- | ---------------- | ------- | ------- | ----- | --------- | --------- | ------ |
| 1.   | Gunda Niemann     | DDR/ Deutschland | 1988/89 | 2003/04 | 15    | 2         | 1         | 18     |
| 2.   | Martina Sáblíková | Tschechien       | 2006/07 | 2015/16 | 12    | 3         | 1         | 16     |
| 3.   | Claudia Pechstein | Deutschland      | 1996/97 | 2014/15 | 6     | 10        | 4         | 20     |

Stand: 7. Dezember 2015

#### Massenstart
| Rang | Name            | Land        | Von     | Bis     | Siege | 2. Plätze | 3. Plätze | Gesamt |
| ---- | --------------- | ----------- | ------- | ------- | ----- | --------- | --------- | ------ |
| 1.   | Irene Schouten  | Niederlande | 2012/13 | 2015/16 | 5     | 3         | 3         | 11     |
| 2.   | Mariska Huisman | Niederlande | 2011/12 | 2014/15 | 3     | 1         | 3         | 7      |
| 3.   | Kim Bo-reum     | Südkorea    | 2011/12 | 2015/16 | 3     | 1         | 2         | 6      |

Stand: 13. Dezember 2015

#### Team-Verfolgung
| Rang | Name               | Land        | Von     | Bis     | Siege | 2. Plätze | 3. Plätze | Gesamt |
| ---- | ------------------ | ----------- | ------- | ------- | ----- | --------- | --------- | ------ |
| 1.   | Ireen Wüst         | Niederlande | 2005/06 | 2014/15 | 12    | 3         | 1         | 16     |
| 2.   | Marrit Leenstra    | Niederlande | 2008/09 | 2015/16 | 10    | 4         | 2         | 16     |
| 3.   | Brittany Schussler | Kanada      | 2006/07 | 2013/14 | 9     | 5         | 1         | 15     |

Stand: 12. Dezember 2015

### Herren
Zeigt die drei erfolgreichsten Sportler auf den einzelnen Weltcup-Strecken.

#### 100 Meter
| Rang | Name          | Land                | Von     | Bis     | Siege | 2. Plätze | 3. Plätze | Gesamt |
| ---- | ------------- | ------------------- | ------- | ------- | ----- | --------- | --------- | ------ |
| 1.   | Yuya Oikawa   | Japan               | 2004/05 | 2008/09 | 9     | 0         | 2         | 11     |
| 2.   | Fengtong Yu   | Volksrepublik China | 2003/04 | 2008/09 | 5     | 4         | 3         | 12     |
| 3.   | Kang-seok Lee | Südkorea            | 2005/06 | 2008/09 | 1     | 6         | 1         | 8      |

Stand: Saison-Finale 2009; seit Saison 2009/10 nicht mehr durchgeführt

#### 500 Meter
| Rang | Name               | Land             | Von     | Bis     | Siege | 2. Plätze | 3. Plätze | Gesamt |
| ---- | ------------------ | ---------------- | ------- | ------- | ----- | --------- | --------- | ------ |
| 1.   | Jeremy Wotherspoon | Kanada           | 1997/98 | 2007/08 | 49    | 17        | 13        | 79     |
| 2.   | Uwe-Jens Mey       | DDR/ Deutschland | 1985/86 | 1991/92 | 36    | 7         | 11        | 54     |
| 3.   | Hiroyasu Shimizu   | Japan            | 1992/93 | 2004/05 | 34    | 9         | 14        | 57     |

Stand: 1. Februar 2014

#### 1000 Meter
| Rang | Name               | Land                 | Von     | Bis     | Siege | 2. Plätze | 3. Plätze | Gesamt |
| ---- | ------------------ | -------------------- | ------- | ------- | ----- | --------- | --------- | ------ |
| 1.   | Shani Davis        | Vereinigte Staaten   | 2005/06 | 2013/14 | 40    | 10        | 3         | 53     |
| 2.   | Igor Schelesowski  | Sowjetunion/ Belarus | 1985/86 | 1993/94 | 24    | 7         | 4         | 35     |
| 3.   | Jeremy Wotherspoon | Kanada               | 1996/97 | 2007/08 | 18    | 10        | 16        | 44     |

Stand: 24. März 2014

#### 1500 Meter
| Rang | Name          | Land               | Von     | Bis     | Siege | 2. Plätze | 3. Plätze | Gesamt |
| ---- | ------------- | ------------------ | ------- | ------- | ----- | --------- | --------- | ------ |
| 1.   | Ådne Søndrål  | Norwegen           | 1989/90 | 2001/02 | 18    | 10        | 7         | 35     |
| 2.   | Shani Davis   | Vereinigte Staaten | 2005/06 | 2015/16 | 18    | 8         | 7         | 33     |
| 3.   | Rintje Ritsma | Niederlande        | 1990/91 | 2000/01 | 11    | 11        | 6         | 28     |

Stand: 12. Dezember 2015

#### 3000 Meter
Lediglich in der Saison 1988/89 einmalig zwei Läufe durchgeführt.
| Rang | Name            | Land        | Von     | Bis     | Siege | 2. Plätze | 3. Plätze | Gesamt |
| ---- | --------------- | ----------- | ------- | ------- | ----- | --------- | --------- | ------ |
| 1.   | Geir Karlstad   | Norwegen    | 1988/89 | 1988/89 | 1     | 0         | 0         | 1      |
|      | Gerard Kemkers  | Niederlande | 1988/89 | 1988/89 | 1     | 0         | 0         | 1      |
| 3.   | Tomas Gustafson | Schweden    | 1988/89 | 1988/89 | 0     | 1         | 1         | 2      |

#### 5000 Meter
| Rang | Name          | Land        | Von     | Bis     | Siege | 2. Plätze | 3. Plätze | Gesamt |
| ---- | ------------- | ----------- | ------- | ------- | ----- | --------- | --------- | ------ |
| 1.   | Sven Kramer   | Niederlande | 2005/06 | 2015/16 | 29    | 3         | 0         | 32     |
| 2.   | Gianni Romme  | Niederlande | 1995/96 | 2004/05 | 17    | 9         | 4         | 30     |
| 3.   | Rintje Ritsma | Niederlande | 1991/92 | 2001/02 | 17    | 7         | 7         | 31     |

Stand: 31. Januar 2016

#### 10.000 Meter
| Rang | Name         | Land        | Von     | Bis     | Siege | 2. Plätze | 3. Plätze | Gesamt |
| ---- | ------------ | ----------- | ------- | ------- | ----- | --------- | --------- | ------ |
| 1.   | Bob de Jong  | Niederlande | 1996/97 | 2013/14 | 10    | 5         | 5         | 20     |
| 2.   | Gianni Romme | Niederlande | 1995/96 | 2004/05 | 5     | 1         | 0         | 6      |
| 3.   | Sven Kramer  | Niederlande | 2006/07 | 2015/16 | 4     | 1         | 0         | 5      |

Stand: 7. Dezember 2015

#### Massenstart
| Rang | Name             | Land        | Von     | Bis     | Siege | 2. Plätze | 3. Plätze | Gesamt |
| ---- | ---------------- | ----------- | ------- | ------- | ----- | --------- | --------- | ------ |
| 1.   | Arjan Stroetinga | Niederlande | 2011/12 | 2015/16 | 4     | 3         | 2         | 9      |
| 2.   | Lee Seung-hoon   | Südkorea    | 2011/12 | 2015/16 | 4     | 1         | 2         | 7      |
| 3.   | Jorrit Bergsma   | Niederlande | 2011/12 | 2015/16 | 3     | 3         | 0         | 6      |

Stand: 13. Dezember 2015

#### Team-Verfolgung
| Rang | Name            | Land        | Von     | Bis     | Siege | 2. Plätze | 3. Plätze | Gesamt |
| ---- | --------------- | ----------- | ------- | ------- | ----- | --------- | --------- | ------ |
| 1.   | Sven Kramer     | Niederlande | 2005/06 | 2015/16 | 16    | 0         | 0         | 16     |
| 2.   | Jan Blokhuijsen | Niederlande | 2009/10 | 2015/16 | 14    | 0         | 0         | 14     |
| 3.   | Koen Verweij    | Niederlande | 2009/10 | 2013/14 | 8     | 0         | 1         | 9      |

Stand: 12. Dezember 2015

## Podestplätze

### Magische 50
Die magische 50 bedeutet das Erringen des 50. Weltcupsieges. Dieses Ziel bleibt denen vorbehalten, die über viele Jahre eine Distanz dominieren oder als vielseitiger Läufer über mehrere Strecken erfolgreich sind.
| Name                                  | Land               | 1. Sieg    | 50. Sieg                | Siege je Strecke |
| ------------------------------------- | ------------------ | ---------- | ----------------------- | --- |
| Bonnie Blair                          | Vereinigte Staaten | 04.01.1986 | 13.03.1994              | 27 × 500, 20 × 1000, 3× 1500 Meter                                                                                      |
| Gunda Niemann                         | DDR/ Deutschland   | 27.11.1988 | 29.01.1995              | 2 × 1000, 19 × 1500, 20 × 3000, 9 × 5000 Meter                                                                          |
| Jeremy Wotherspoon                    | Kanada             | 15.11.1997 | 14.02.2004              | 34 × 500, 16 × 1000 Meter                                                                                               |
| Anni Friesinger (Ohne Teamverfolgung) | Deutschland        | 20.11.1999 | 15.12.2007 (16.02.2008) | 12 × 1000, 24 × 1500, 10 × 3000, 1 × 5000 Meter, 3 × Team- verfolgung (15 × 1000, 24 × 1500, 10 × 3000, 1 × 5000 Meter) |
| Jenny Wolf                            | Deutschland        | 27.02.2004 | 13.03.2010              | 12 × 100, 38 × 500 Meter                                                                                                |
| Shani Davis (Ohne Teamverfolgung)     | Vereinigte Staaten | 12.11.2005 | 12.02.2012 (11.03.2012) | 32 × 1000, 15 × 1500, 3 × Team- verfolgung (34 × 1000, 16 × 1500)                                                       |

Stand: 1. Februar 2014

### Damen
Zeigt die erfolgreichsten Sportlerinnen im Eisschnelllauf-Weltcup mit mindestens 10 Weltcupsiegen (Podestplätze in Einzel- und Teamwettbewerben).
| Rang                          | Name                        | Land                            | Von       | Bis       | Siege | 2. Plätze | 3. Plätze | Gesamt |
| ----------------------------- | --------------------------- | ------------------------------- | --------- | --------- | ----- | --------- | --------- | ------ |
| 1.                            | Gunda Niemann               | DDR/ Deutschland                | 1987/88   | 2003/04   | 98    | 24        | 9         | 131    |
| 2.                            | Bonnie Blair                | Vereinigte Staaten              | 1985/86   | 1994/95   | 69    | 31        | 27        | 127    |
| 3.                            | Jenny Wolf                  | Deutschland                     | 2002/03   | 2013/14   | 61    | 32        | 11        | 104    |
| 4.                            | Anni Friesinger             | Deutschland                     | 1996/97   | 2009/10   | 59    | 24        | 14        | 97     |
| 5.                            | Martina Sáblíková           | Tschechien                      | 2006/07   | 2015/16   | 43    | 16        | 11        | 70     |
| 6.                            | Ireen Wüst                  | Niederlande                     | 2005/06   | 2015/16   | 39    | 29        | 17        | 85     |
| 7.                            | Christine Nesbitt           | Kanada                          | 2005/06   | 2013/14   | 39    | 28        | 17        | 84     |
| 8.                            | Sang-Hwa Lee                | Südkorea                        | 2005/06   | 2015/16   | 37    | 27        | 21        | 85     |
| 9.                            | Monique Garbrecht-Enfeldt   | DDR/ Deutschland                | 1989/90   | 2004/05   | 36    | 35        | 38        | 109    |
| 10.                           | Catriona LeMay-Doan         | Kanada                          | 1992/93   | 2002/03   | 34    | 23        | 17        | 74     |
| 11.                           | Claudia Pechstein           | Deutschland                     | 1991/92   | 2014/15   | 32    | 53        | 24        | 109    |
| 12.                           | Heather Richardson          | Vereinigte Staaten              | 2009/10   | 2015/16   | 24    | 25        | 18        | 67     |
| 13.                           | Karin Enke                  | Deutsche Demokratische Republik | 1985/86   | 1987/88   | 21    | 14        | 3         | 38     |
| 14.                           | Cindy Klassen               | Kanada                          | 2001/02   | 2012/13   | 20    | 17        | 13        | 50     |
| 15.                           | Chris Witty                 | Vereinigte Staaten              | 1994/95   | 2003/04   | 19    | 12        | 19        | 50     |
| 16.                           | Manli Wang                  | Volksrepublik China             | 2002/03   | 2005/06   | 16    | 10        | 9         | 35     |
| 17.                           | Christa Luding-Rothenburger | DDR/ Deutschland                | 1985/86   | 1991/92   | 16    | 9         | 4         | 29     |
| 18.                           | Jennifer Rodriguez          | Vereinigte Staaten              | 1997/98   | 2009/10   | 15    | 16        | 12        | 43     |
| 19.                           | Svetlana Schurowa           | Russland                        | 1993/94   | 2005/06   | 15    | 15        | 14        | 44     |
| 20.                           | Kristina Groves             | Kanada                          | 2004/05   | 2010/11   | 15    | 14        | 18        | 47     |
| 21.                           | Angela Hauck                | DDR/ Deutschland                | 1986/87   | 1993/94   | 15    | 13        | 11        | 39     |
| 22.                           | Marrit Leenstra             | Niederlande                     | 2008/09   | 2015/16   | 14    | 16        | 16        | 46     |
| 23.                           | Beixing Wang                | Volksrepublik China             | 2005/06   | 2013/14   | 13    | 20        | 13        | 46     |
| 24.                           | Brittany Bowe               | Vereinigte Staaten              | 2012/13   | 2015/16   | 13    | 19        | 8         | 40     |
| 25.                           | Marianne Timmer             | Niederlande                     | 1996/97   | 2009/10   | 13    | 10        | 16        | 39     |
| 26.                           | Qiaobo Ye                   | Volksrepublik China             | 1990/91   | 1992/93   | 13    | 9         | 1         | 23     |
| 27.                           | Emese Hunyady               | Österreich                      | 1986/87   | 1999/2000 | 12    | 16        | 18        | 46     |
| 28.                           | Chiara Simionato            | Italien                         | 2003/04   | 2007/08   | 12    | 9         | 15        | 36     |
| 29.                           | Tomomi Okazaki              | Japan                           | 1995/96   | 2005/06   | 12    | 9         | 12        | 33     |
| 30.                           | Jing Yu                     | Volksrepublik China             | 2008/09   | 2015/16   | 11    | 14        | 6         | 31     |
| 31.                           | Franziska Schenk            | Deutschland                     | 1993/94   | 1997/98   | 11    | 13        | 12        | 36     |
| 32.                           | Renate Groenewold           | Niederlande                     | 1999/2000 | 2008/09   | 11    | 8         | 14        | 33     |
| 33.                           | Yvonne van Gennip           | Niederlande                     | 1985/86   | 1990/91   | 10    | 9         | 4         | 23     |
| Liste mit allen Podestplätzen |                             |                                 |           |           |       |           |           |        |

Stand: 31. Januar 2016

### Herren
Zeigt die erfolgreichsten Sportler im Eisschnelllauf-Weltcup mit mindestens 10 Weltcupsiegen (Podestplätze in Einzel- und Teamwettbewerben)
| Rang                          | Name                | Land                             | Von     | Bis     | Siege | 2. Plätze | 3. Plätze | Gesamt |
| ----------------------------- | ------------------- | -------------------------------- | ------- | ------- | ----- | --------- | --------- | ------ |
| 1.                            | Jeremy Wotherspoon  | Kanada                           | 1996/97 | 2007/08 | 67    | 27        | 29        | 123    |
| 2.                            | Shani Davis         | Vereinigte Staaten               | 2005/06 | 2015/16 | 61    | 21        | 14        | 96     |
| 3.                            | Sven Kramer         | Niederlande                      | 2005/06 | 2015/16 | 51    | 5         | 0         | 56     |
| 4.                            | Uwe-Jens Mey        | Deutschland                      | 1985/86 | 1991/92 | 48    | 13        | 13        | 74     |
| 5.                            | Dan Jansen          | Vereinigte Staaten               | 1985/86 | 1993/94 | 46    | 44        | 13        | 103    |
| 6.                            | Hiroyasu Shimizu    | Japan                            | 1992/93 | 2004/05 | 35    | 11        | 15        | 61     |
| 7.                            | Ådne Søndrål        | Norwegen                         | 1989/90 | 2001/02 | 30    | 21        | 11        | 62     |
| 8.                            | Igor Schelesowski   | Sowjetunion (ab 1992/93 Belarus) | 1985/86 | 1993/94 | 30    | 15        | 9         | 54     |
| 9.                            | Rintje Ritsma       | Niederlande                      | 1990/91 | 2001/02 | 29    | 19        | 14        | 62     |
| 10.                           | Erben Wennemars     | Niederlande                      | 1997/98 | 2008/09 | 28    | 32        | 20        | 80     |
| 11.                           | Johann Olav Koss    | Norwegen                         | 1989/90 | 1993/94 | 23    | 9         | 6         | 38     |
| 12.                           | Manabu Horii        | Japan                            | 1992/93 | 2000/01 | 22    | 17        | 13        | 52     |
| 13.                           | Gianni Romme        | Niederlande                      | 1995/96 | 2004/05 | 22    | 10        | 5         | 37     |
| 14.                           | Pawel Kulischnikow  | Russland                         | 2014/15 | 2015/16 | 22    | 4         | 0         | 26     |
| 15.                           | Bob de Jong         | Niederlande                      | 1996/97 | 2014/15 | 19    | 23        | 18        | 60     |
| 16.                           | Jorrit Bergsma      | Niederlande                      | 2010/11 | 2015/16 | 17    | 13        | 5         | 35     |
| 17.                           | Jan Smeekens        | Niederlande                      | 2006/07 | 2014/15 | 17    | 8         | 6         | 31     |
| 18.                           | Geir Karlstad       | Norwegen                         | 1985/86 | 1991/92 | 17    | 8         | 5         | 30     |
| 19.                           | Jan Bos             | Niederlande                      | 1996/97 | 2011/12 | 16    | 14        | 26        | 56     |
| 20.                           | Denny Morrison      | Kanada                           | 2005/06 | 2014/15 | 15    | 24        | 15        | 54     |
| 21.                           | Jōji Katō           | Japan                            | 2002/03 | 2013/14 | 15    | 22        | 12        | 49     |
| 22.                           | Kyu-Hyeok Lee       | Südkorea                         | 1996/97 | 2012/13 | 14    | 16        | 22        | 52     |
| 23.                           | Pekka Koskela       | Finnland                         | 2003/04 | 2012/13 | 14    | 8         | 10        | 32     |
| 24.                           | Jan Blokhuijsen     | Niederlande                      | 2009/10 | 2015/16 | 14    | 3         | 2         | 19     |
| 25.                           | Bart Veldkamp       | Niederlande (ab 1996/97 Belgien) | 1988/89 | 1998/99 | 13    | 15        | 7         | 35     |
| 26.                           | Carl Verheijen      | Niederlande                      | 2000/01 | 2009/10 | 13    | 13        | 16        | 42     |
| 27.                           | Keiichirō Nagashima | Japan                            | 2004/05 | 2013/14 | 13    | 9         | 8         | 30     |
| 28.                           | Kang-Seok Lee       | Südkorea                         | 2005/06 | 2010/11 | 12    | 20        | 8         | 40     |
| 29.                           | Nick Thometz        | Vereinigte Staaten               | 1985/86 | 1991/92 | 12    | 19        | 17        | 48     |
| 30.                           | Yasunori Miyabe     | Japan                            | 1990/91 | 1997/98 | 11    | 17        | 12        | 40     |
| 31.                           | Fengtong Yu         | Volksrepublik China              | 2002/03 | 2008/09 | 11    | 16        | 7         | 34     |
| 32.                           | Stefan Groothuis    | Niederlande                      | 2005/06 | 2015/16 | 10    | 14        | 12        | 36     |
| 33.                           | Yuya Oikawa         | Japan                            | 2004/05 | 2011/12 | 10    | 7         | 6         | 23     |
| 34.                           | Tucker Fredricks    | Vereinigte Staaten               | 2003/04 | 2013/14 | 10    | 6         | 13        | 29     |
| 35.                           | Koen Verweij        | Niederlande                      | 2009/10 | 2014/15 | 10    | 2         | 5         | 17     |
| Liste mit allen Podestplätzen |                     |                                  |         |         |       |           |           |        |

Stand: 31. Januar 2016

### Nationen
Zeigt die erfolgreichsten Nationen im Eisschnelllauf-Weltcup mit mindestens 20 Weltcupsiegen (Liste mit allen Podestplätzen).
| Rang                          | Land                                              | Von     | Bis     | Siege | 2. Plätze | 3. Plätze | Gesamt |
| ----------------------------- | ------------------------------------------------- | ------- | ------- | ----- | --------- | --------- | ------ |
| 1.                            | Deutschland (mit Deutsche Demokratische Republik) | 1985/86 | 2011/12 | 437   | 322       | 277       | 1036   |
| 2.                            | Niederlande                                       | 1985/86 | 2011/12 | 320   | 386       | 393       | 1099   |
| 3.                            | Vereinigte Staaten                                | 1985/86 | 2011/12 | 249   | 196       | 182       | 627    |
| 4.                            | Kanada                                            | 1985/86 | 2011/12 | 192   | 177       | 160       | 529    |
| 5.                            | Japan                                             | 1985/86 | 2011/12 | 184   | 216       | 245       | 645    |
| 6.                            | Norwegen                                          | 1985/86 | 2011/12 | 93    | 84        | 91        | 268    |
| 7.                            | Russland (mit Sowjetunion)                        | 1985/86 | 2011/12 | 78    | 105       | 130       | 313    |
| 8.                            | Volksrepublik China                               | 1989/90 | 2011/12 | 67    | 71        | 54        | 192    |
| 9.                            | Südkorea                                          | 1987/88 | 2011/12 | 55    | 93        | 95        | 243    |
| 10.                           | Tschechien                                        | 2006/07 | 2011/12 | 27    | 10        | 5         | 42     |
| 11.                           | Italien                                           | 1988/89 | 2009/10 | 23    | 18        | 42        | 83     |
| 12.                           | Österreich                                        | 1985/86 | 2011/12 | 21    | 26        | 33        | 80     |
| Liste mit allen Podestplätzen |                                                   |         |         |       |           |           |        |

Stand: Saison-Finale 2012